# コインシデンタル・ミュージック
『コインシデンタル・ミュージック』(Coincidental Music)は、日本のミュージシャン、細野晴臣のオリジナルアルバム。

## 概要
細野は1984年にテイチクへ移籍し、「ノン・スタンダードレーベル」・「モナドレーベル」の二つのレーベルを立ち上げ、本作はモナドレーベルの第一弾作品として発売された。
収録曲はすべてCMのために制作された曲であり、コンタック600、西武セゾンカード、日本生命ロングランなどのCM使用曲が収録されている。
当時の細野は「感じたことを『即座に』音楽として発する」という即興性を志向しており、本作でも全曲、限られた時間での作曲やプログラミングによって作られている。
1996年のCD化を最後に長らく廃盤となっていたが、2008年にタワーレコード限定で紙ジャケットとして再発売された。
本作と『マーキュリック・ダンス』・『パラダイス・ビュー』・『エンドレス・トーキング』の4作を細野は「観光音楽」と呼んでいる。

## 収録曲 (カッコ内は使用CM)
- 全作曲・編曲：細野晴臣

### A面
1. リキテンシュタイン（西武セゾンカード）
30秒ほどの曲。
1984年10月11日、セディックスタジオにてレコーディングされた。
音楽はモニターテレビを見ながら制作された[2]。
2. ピエトロ・ジェルミ（コンタック600）
1983年7月7日、タムコスタジオにてレコーディングされた。
CMには細野晴臣が出演した。
当初この曲のタイトルは「ロベルト・ロッセリーニ」だったが、いつのまにか「ピエトロ・ジェルミ」になっていたという。
アルバム用に新録音したロングヴァージョン[2]。新録前のCMバージョンはCMのナレーションを大貫妙子が担当した関係で、2011年発売の『CM&TVテーマ集 TAEKO ONUKI WORKS 1983-2011 CM / TV Music Collection』に大貫のナレーション、細野のセリフを含むテレビ音源で収録されている。
3. ノルマンディア（日本生命ロングラン）
1984年7月11日、サウンド・シティ・スタジオにてレコーディングされた。
タイトルはCMのロケ地「ノルマンディー」から[2]。
クライアントからの強い要望で「坂本龍一の戦場のメリークリスマス風で」と言う注文で作られた作品。後に坂本がカヴァー。
4. 中国の人（日本生命ロングラン）
1985年4月24日、フリーダムスタジオにてレコーディングされた。
本作の中では一番新しいCM曲である。
1991年に、HISの『日本の人』で「日本の人」というタイトルで歌詞が付けられるなどリメイクされ、歌は忌野清志郎が歌った[2]。後半部は坂本冬美が歌う。
5. サヨコスカッティ（資生堂「リバイタル」）
1982年5月8日、細野のプライベート・スタジオ、LDKスタジオにてレコーディングされた。日本人モデルのパイオニア山口小夜子をイメージして制作された。
6. マジンガー・H（旺文社「戦略戦術シリーズ」）
1984年5月10日、LDKスタジオにてレコーディングされた。

### B面
1. ザ・プラン（無印良品）
1985年6月20日、テイチク杉並スタジオにてレコーディングされた。
本作に収録されているのは店内用の予告用として作られた別ヴァージョン[2]。
2. 銀河鉄道の夜〜ピアノ・ヴァージョン
1984年12月22日、アルファレコード芝浦Aスタジオにてレコーディングされた。
グループ・タック制作のアニメーション映画『銀河鉄道の夜』のために作られた最初のイメージ音楽であり、同サウンドトラックとは違うピアノヴァージョン。CMとして使用されたわけではない。
この曲はスタジオ内で即興的に作られた[2]。
3. ジョルジュ・ドン（パルコ）
1984年5月7日、セディックスタジオにてレコーディングされた。
ジョルジュ・ドンの来日中にあわただしく制作された[2]。
4. バイオ・フィロソフィー（ヤクルト）
1984年5月8日、セディックスタジオにてレコーディングされた[2]。
CMには細野が出演した。
5. メンフィス・ミラノ（西武ヴァリエ）
1982年8月10日、LDKスタジオにてレコーディングされた。
ヨハン・ブルグミュラーの「25の練習曲」の1つである、「狩猟」をモチーフとしている[2]。